# Haus der Völker von Bosnien und Herzegowina
Die Haus der Völker von Bosnien und Herzegowina (Serbisch, Bosnisch, Kroatisch:  Dom naroda / Дом народа) ist das Oberhaus des Zweikammerparlaments von Bosnien und Herzegowina, das aus dem Abgeordnetenhaus und dem Haus der Völker besteht.
Die gemeinsame Regierung und eine gemeinsame Parlamentarische Versammlung für den Gesamtstaat von Bosnien und Herzegowina steht neben den Regierungen und Parlamenten der beiden Entitäten. Das Haus der Völker hat 15 Sitze für den Gesamtstaat.